# Force (Ascoli Piceno)
Force – miejscowość i gmina we Włoszech, w regionie Marche, w prowincji Ascoli Piceno.
Według danych na styczeń 2009 gminę zamieszkiwało 1479 osób, a gęstość zaludnienia wynosiła 43,2 os./1 km².